# Futisliiga 1991
La Veikkausliiga 1991, nota anche come Futisliiga 1991, fu l'ottantaduesima edizione della massima serie del campionato finlandese di calcio, la seconda come Veikkausliiga. Il campionato, con il formato a girone unico e composto da dodici squadre, venne vinto dal Kuusysi. Capocannoniere del torneo fu Kimmo Tarkkio, calciatore dell'Haka, con 23 reti realizzate.

## Stagione

### Novità
Dalla Veikkausliiga 1990 sono stati retrocessi il KPV e il Kumu, mentre dalla I divisioona sono stati promossi il PPT e lo Jaro, vincitore dello spareggio contro il KPV.

### Formula
Il formato della seconda edizione della Veikkausliiga venne cambiato rispetto alla prima edizione. Venne introdotto il sistema di assegnazione di tre punti, anziché due, in caso di vittoria di una partita. Le dodici squadre si affrontavano tre volte nel corso del campionato, per un totale di 33 giornate. La prima classificata era decretata campione di Finlandia e veniva ammessa alla UEFA Champions League 1992-1993. La seconda classificata veniva ammessa alla Coppa UEFA 1992-1993. Se la vincitrice della Suomen Cup, ammessa alla Coppa delle Coppe 1992-1993, si classificava al secondo posto, la terza classificata veniva ammessa alla Coppa UEFA. L'ultima classificata veniva retrocessa direttamente in I divisioona, mentre l'undicesima classificata affrontava la seconda classificata in I divisioona in uno spareggio promozione/retrocessione.

## Squadre partecipanti
| Club         | Città       | Stadio                  | Stagione 1990              |
| ------------ | ----------- | ----------------------- | -------------------------- |
| Haka         | Valkeakoski | Tehtaan kenttä          | 8º posto in Veikkausliiga  |
| HJK          | Helsinki    | Stadio olimpico         | Campione di Finlandia      |
| Ilves        | Tampere     | Stadio Ratina           | 9º posto in Veikkausliiga  |
| Jaro         | Jakobstad   | Jakobstads centralplan  | 2º posto in I divisioona   |
| KuPS         | Kuopio      | Kuopion keskuskenttä    | 6º posto in Veikkausliiga  |
| Kuusysi      | Lahti       | Lahden stadion          | 2º posto in Veikkausliiga  |
| MP           | Mikkeli     | Mikkelin urheilupuisto  | 3º posto in Veikkausliiga  |
| OTP          | Oulu        | Raatti                  | 10º posto in Veikkausliiga |
| PPT          | Pori        | Porin stadion           | 1º posto in I divisioona   |
| Reipas Lahti | Lahti       | Lahden stadion          | 4º posto in Veikkausliiga  |
| RoPS         | Rovaniemi   | Rovaniemen Keskuskenttä | 5º posto in Veikkausliiga  |
| TPS          | Turku       | Kupittaa                | 7º posto in Veikkausliiga  |

## Classifica finale
|  | Pos. | Squadra      | Pt | G  | V  | N  | P  | GF | GS  | DR   |
|  | ---- | ------------ | -- | -- | -- | -- | -- | -- | --- | ---- |
|  | 1.   | Kuusysi      | 59 | 33 | 16 | 11 | 6  | 57 | 35  | +22  |
|  | 2.   | MP           | 58 | 33 | 17 | 7  | 9  | 60 | 36  | +24  |
|  | 3.   | Haka         | 54 | 33 | 16 | 6  | 11 | 59 | 37  | +22  |
|  | 4.   | Jaro         | 53 | 33 | 14 | 11 | 8  | 46 | 33  | +13  |
|  | 5.   | HJK          | 51 | 33 | 14 | 9  | 10 | 61 | 44  | +17  |
|  | 6.   | Ilves        | 51 | 33 | 13 | 12 | 8  | 51 | 39  | +12  |
|  | 7.   | RoPS         | 50 | 33 | 14 | 8  | 11 | 63 | 51  | +12  |
|  | 8.   | PPT          | 43 | 33 | 11 | 10 | 12 | 52 | 44  | +8   |
|  | 9.   | TPS          | 43 | 33 | 11 | 10 | 12 | 47 | 56  | -9   |
|  | 10.  | KuPS         | 37 | 33 | 8  | 13 | 12 | 54 | 54  | 0    |
|  | 11.  | OTP          | 32 | 33 | 7  | 11 | 15 | 33 | 53  | -20  |
|  | 12.  | Reipas Lahti | 8  | 33 | 2  | 2  | 29 | 17 | 118 | -101 |

Legenda:
      Campione di Finlandia e ammessa alla UEFA Champions League 1992-1993
      Vincitore della Suomen Cup 1991 e ammessa in Coppa delle Coppe 1992-1993
      Ammessa in Coppa UEFA 1992-1993
 Ammessa allo spareggio promozione-retrocessione
      Retrocesse in I divisioona
Note:
Tre punti a vittoria, uno a pareggio, zero a sconfitta.

## Spareggio promozione/retrocessione
|        | Risultati |        | Luogo e data             |
| ------ | --------- | ------ | ------------------------ |
| OTP    | 3-2       | FinnPa | Oulu, ? ottobre 1991     |
| FinnPa | 1-3       | OTP    | Helsinki, ? ottobre 1991 |
|        |           |        |                          |

## Statistiche

### Classifica marcatori
| Gol |  |  | Giocatore        | Squadra |
| --- |  |  | ---------------- | ------- |
| 23  |  |  | Kimmo Tarkkio    | Haka    |
| 21  |  |  | Michael Belfield | Kuusysi |
| 20  |  |  | Ismo Lius        | HJK     |
| 19  |  |  | Jari Vanhala     | Jaro    |
| 16  |  |  | Jari Litmanen    | HJK     |
| 16  |  |  | Ari Hjelm        | Ilves   |
| 16  |  |  | Juha Karvinen    | MP      |